# Олонкінбуен
Олонкінбуен (нюн. і бук. Olonkinbyen)  — населений пункт на острові Ян-Маєн (Норвегія).
Єдине поселення на острові, окрім ізольованих осель, таких як Пуппебу. Розташоване на півдні острова. Названий на честь Геннадія Микитовича Олонкіна, учасника полярних експедицій Руаля Амундсена і Умберто Нобіле.
Постійне населення відсутнє, але в селищі проживає персонал (18 осіб), який обслуговує станцію дальньої навігації — Loran-C. Кілька людей, які обслуговують метеорологічну станцію, також проживають в селищі, хоча сама метеостанція розташована за 2,5 км на північний схід.
Головою селища вважається начальник станції Loran-C, якому делеговані функції адміністративного і цивільного управління на всьому острові.